# Hygrochroa striata
Hygrochroa striata är en fjärilsart som beskrevs av Druce 1906. Hygrochroa striata ingår i släktet Hygrochroa och familjen silkesspinnare. Inga underarter finns listade i Catalogue of Life.